# Royaume de Saxe
1806–1918
Entités précédentes :
- Électorat de Saxe

Entités suivantes :
- État libre de Saxe

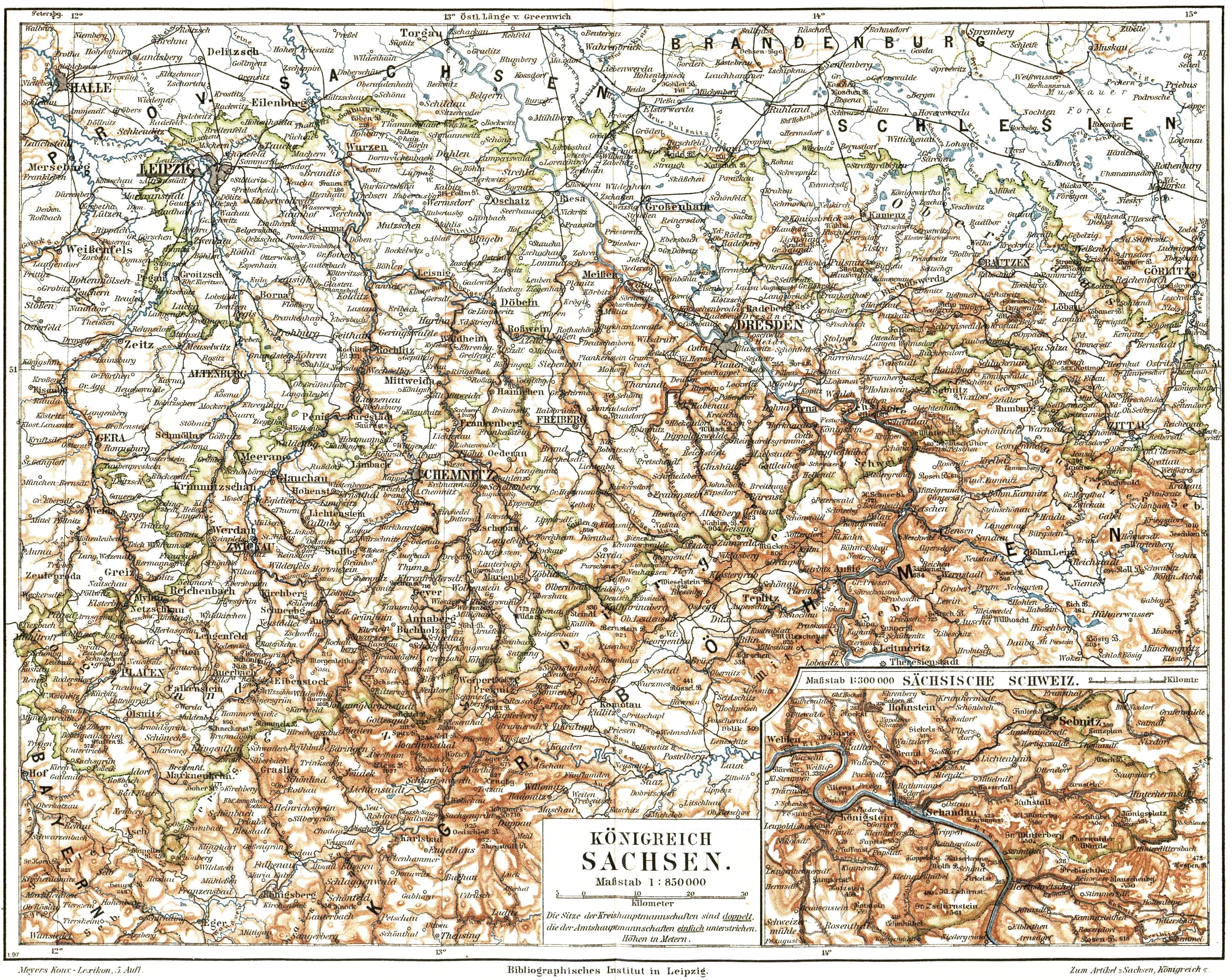
Le royaume de Saxe en 1895.

Le royaume de Saxe (en allemand : Königreich Sachsen) est un État d'Europe centrale (1806-1919), successeur de l'électorat de Saxe (Kurfürstentum Sachsen) et prédécesseur de l'État libre de Saxe (Freistaat Sachsen). Le royaume fut gouverné par la branche albertine de la maison de Wettin et avait pour capitale Dresde.
Il fut membre de la confédération du Rhin (1808-1813), puis de la Confédération germanique (1815-1866), de la confédération de l'Allemagne du Nord (1867-1871) et, enfin, de l'Empire allemand (1871-1918) ; il disparaît en 1918 lorsque l'Allemagne devient une république. Il fut également membre de l'Union commerciale de l'Allemagne centrale (de) (1828-1834), puis du Deutscher Zollverein, ou l'union douanière allemande (1834-1919).
C'était l'État le plus densément peuplé de l'Empire allemand et d'Europe au XIXe siècle, et il comprenait plusieurs régions naturelles très distinctes : le bassin lipsien, la vallée de l'Elbe, une partie de la Haute-Lusace, le Vogtland, puis les pentes des monts Métallifères. Il correspond à peu près au Land actuel de Saxe.
Cet État avait pour bornes :
- au nord et au nord-est : la Saxe prussienne et le Brandebourg (royaume de Prusse) ;
- à l'est : la Silésie prussienne ;
- au sud : la Bohême (empire d'Autriche) et le royaume de Bavière ;
- à l'ouest : le duché de Saxe-Altenbourg et le duché de Saxe-Weimar (qui devint grand-duché en 1814).

## Constitution
La constitution est signée par le roi Antoine Ier le 4 septembre 1831 et est modifiée le 20 avril 1892 par Albert de Saxe. Le royaume de Saxe est une monarchie constitutionnelle héréditaire, avec deux chambres qui se réunissent tous les deux ans. La deuxième chambre compte 82 députés. Le royaume de Saxe a quatre voix à la Diète fédérale de l'Empire allemand et envoie quatorze députés au Reichstag.

## Histoire

### Conséquences de la Révolution française
L'entité précédant le royaume de Saxe était le duché électoral de Saxe. Depuis la fin du Moyen Âge, il avait évolué en un territoire complexe au cœur de l'Allemagne. Jusqu'aux guerres de Silésie, il était l'un des principaux États protestants du Saint-Empire romain germanique, mais il a ensuite été supplanté par la Prusse voisine du nord. Les relations avec la Prusse prirent un tournant opposé, ce qui réduisit considérablement l'importance politique de la Saxe après 1763. Cependant, l'économie prospérait et un paysage urbain et industriel hautement développé caractérisait l'électorat florissant à la fin du XVIIIe siècle.
À cette époque, des changements majeurs se profilaient en Europe. Les conditions politiques, sociales et économiques furent réorganisées dans toute l'Europe à la suite de la Révolution française de 1789. Les idées révolutionnaires venues de France résonnaient également en Saxe. Cependant, des soulèvements comme en France n'éclatèrent pas immédiatement. Ce n'est qu'en 1790 qu'une révolte paysanne saxonne contre l'oppression des propriétaires terriens eut lieu. Cependant, ces troubles n'eurent pas la même dynamique qu'en France et ont été réprimés militairement en septembre 1790. Une partie de la bourgeoisie ainsi que l'élite intensifièrent leur critique du régime absolutiste dans le duché de Saxe sous l'influence des idées révolutionnaires. L'État saxon réagit en imposant des mesure de censure dans les universités du duché et des enquêtes policières, y compris des sanctions sévères contre les meneurs identifiés.
Les monarchies européennes tentèrent ainsi de réprimer le danger révolutionnaire provenant de France afin d'empêcher toute propagation dans les autres États européens et à rétablir l'Ancien Régime. Cela entraîna de graves affrontements militaires en Europe. Conformément à la déclaration de Pillnitz, la Saxe faisait partie des pays qui ont combattu aux côtés de la Prusse contre la Révolution française. La France révolutionnaire se stabilisa, repoussa ses envahisseurs et commença à s'étendre profondément sur le territoire du Saint-Empire romain. Avec le recès d'Empire de 1803, 112 des petites et grandes seigneuries furent dissoutes en tant que sujets impériaux, ce qui équivalait à une réorganisation du territoire du Saint-Empire romain germanique. Lorsque, le 16 juillet 1806, les territoires réunis sous la domination française dans la confédération du Rhin ont déclaré leur retrait de l'Empire, l'empereur François II déposa la couronne impériale le 6 août 1806 après un ultimatum de Napoléon Ier. Ainsi, l'Ancien Empire a cessé d'exister.

### Guerre contre la France aux côtés de la Prusse
La situation était difficile pour l'électorat de Saxe, qui n'était pas très important à l'échelle européenne. Jusqu'en 1806, l'électeur Frédéric-Auguste III suivait donc avec un soin scrupuleux un concept politique qui reposait largement sur une politique étrangère passive et sur les principes de neutralité, de fidélité à la constitution impériale et de préservation de la paix. Cela incluait également le strict respect des engagements pris dans les alliances. Pour éviter tout conflit avec les puissances s'étant partagées la Pologne : la Russie, l'Autriche et la Prusse, Frédéric-Auguste avait renoncé au trône polonais en 1792. Même lorsque l'Europe se divisa politiquement en deux camps après 1804, avec d'une part une alliance offensive anglo-russe élargie à l'Autriche et d'autre part les États de la confédération du Rhin regroupés autour de l'Empire français, la Saxe crut pendant un certain temps pouvoir se tenir à l'écart des conflits qui prenaient des dimensions mondiales. Le maintien d'une politique de neutralité cohérente était compréhensible du point de vue saxon, car elle lui avait garanti une période de paix de quarante ans.
Après l'effondrement du Saint-Empire, la Saxe souveraine se retrouva ainsi seule sans alliés. À l'initiative de la Prusse, la Saxe et le Hesse-Cassel engagèrent des négociations en vue de former une alliance défensive, le Norddeutscher Bund (Fédération défensif), pour contrer la Confédération du Rhin. Cette proximité avec la Prusse entraîna la Saxe dans un conflit décisif avec la France napoléonienne. Bien qu'aucun accord formel d'alliance n'eût été conclu avec la Prusse, les 22 000 soldats saxons se joignirent à l'armée royale prussienne à l'automne 1806 pour faire face à l'invasion française. Ainsi, les troupes saxonnes se retrouvèrent aux côtés de la Prusse sur les champs de bataille d'Iéna et d'Auerstedt dans la guerre contre la France napoléonienne, qui aspirait à la domination européenne. Là, l'armée unifiée prusso-saxonne subit une défaite écrasante contre Napoléon. Tout le territoire de la Saxe fut occupé par la suite. À Dresde, 10 000 soldats bavarois et un commandant de ville français entrèrent. Leipzig fut occupée le 14 octobre 1806 par le maréchal Davout et dut débourser un million de thalers pour l'entretien des soldats ennemis dans la ville. La France s'efforça cependant de mettre fin à l'alliance de la Saxe avec la Prusse et de prendre le rôle de protecteur de la Saxe à la place de la Prusse.
La Saxe fut divisée en quatre arrondissements. Les centres administratifs après cette réforme territoriale étaient Naumbourg, Leipzig, Wittenberg et Dresde. La vie publique était désormais dominée par l'administration française, qui se préoccupait principalement du recouvrement des contributions, de la confiscation de toutes les recettes fiscales ainsi que des biens électoraux, de la confiscation de toutes les marchandises anglaises et de l'entretien des hôpitaux militaires. Des garnisons françaises furent établies à Naumburg, Leipzig, Wittenberg, Dresde, Weißenfels et Mersebourg. Les organes administratifs saxons restaient en place, mais étaient soumis aux directives de Napoléon et de ses fonctionnaires.

### Paix avec la France et adhésion à la Confédération du Rhin
Avec la signature des traités de paix de Poznań entre la France et la Saxe, la Saxe se retirait de la Quatrième Coalition. Dans le traité de paix de Poznań, la Saxe occupée par Napoléon dut rejoindre la Confédération du Rhin (Art. 2) et céder divers territoires situés en Thuringe (Art. 7), mais en compensation, elle se vit promettre l'enclave prussienne de Cottbus (Art. 6) et fut érigée en royaume, après la Bavière et le Wurtemberg (Art. 3). De plus, en Saxe, le catholicisme romain fut légalement assimilé au luthéranisme évangélique (Art. 5). L'aspect négatif du traité de Poznań demeurait la dépendance croissante de la Saxe vis-à-vis de la France.

### Érection au rang de royaume
Après la bataille d'Iéna et par le traité de paix signé à Posen, le 11 décembre 1806, l'électorat de Saxe intégra la confédération du Rhin. Il s'engageait à fournir à Napoléon Ier des troupes auxiliaires : en retour, il en reçut, en 1806, le titre de roi de Saxe sous le nom de Frédéric-Auguste Ier. Le 20 décembre 1806, la proclamation du prince électeur régnant Frédéric-Auguste III comme roi de Saxe ne suscita pas d'écho particulier, probablement parce que le titre de roi était familier en Saxe depuis plus de cent ans. Néanmoins, Frédéric-Auguste reçut la dignité royale pour la première fois à la fin de 1806 des mains de Napoléon.
Lors de l'acceptation de la dignité royale, le roi Frédéric-Auguste Ier déclara publiquement qu'il maintiendrait inchangée la société de classe de la Saxe. Il confirma cela une nouvelle fois le 10 mai 1807 lors de la réunion des États du royaume. Ainsi, le système complexe de coexistence de pas moins de 20 constitutions territoriales différentes au sein de la Saxe demeura, toutes ayant leurs propres autorités, administrations, systèmes judiciaires et corporations de classe et agissant relativement indépendamment de l'administration centrale à Dresde. Il n'y avait pas de manque de tentatives de réforme : entre 1808 et 1815, pas moins de 43 textes furent publiés sur le problème des réformes globales dans le royaume de Saxe. Cependant, l'unification des différentes parties du pays et de leurs constitutions, l'introduction de ministères spécialisés, la simplification de l'organisation judiciaire ou la séparation de l'administration et de la justice restaient des rêves non réalisés des réformateurs saxons, principalement bourgeois.
Par le traité de paix signé à Tilsit, le 9 juillet 1807, le roi de Prusse céda l'arrondissement de Cottbus au roi de Saxe,. Frédéric-Auguste fut également nommé grand-duc de Varsovie, ses ancêtres ayant régné sur la Pologne au XVIIIe siècle.
Lors de la guerre de la Cinquième coalition, le royaume de Saxe, en tant que membre de la Confédération du Rhin, déclara officiellement la guerre à l'Autriche le 24 avril. Dresde fut brièvement occupée par les troupes autrichiennes le 11 juin 1809, avant d'être libérée par les troupes françaises. Lors de la bataille décisive de Wagram les 5 et 6 juillet 1809, des troupes saxones combattirent également du côté français et subirent de lourdes pertes.
Par le Traité de Schönbrunn (14 octobre 1809), l'empire d'Autriche cède les enclaves qu'elle possédait en Saxe : Art 3° du traité "Il cède et abandonne à S.M. le Roi de Saxe les enclaves dépendantes de la Bohême et comprises dans le territoire du Royaume de Saxe, savoir les paroisses et villages de Günthersdorf, Taubentränke, Gerlachsheim, Leukersdorf, Schirgiswalde, Winkel, etc.".

### Défaite et division du royaume lors du Congrès de Vienne en 1815
Le Royaume de Saxe participa également à la campagne de Russie en 1812 avec 21 000 soldats. Celle-ci se termina par une catastrophe militaire pour les envahisseurs. Le 24 décembre 1812, le ministre plénipotentiaire saxon au quartier général de la Grande Armée à Vilnius, le général Karl von Watzdorf, rentra dans son pays et informa le cabinet saxon de la véritable situation militaire au-delà des rapports officiels. Les premiers rescapés arrivèrent bientôt sur le sol saxon et rapportèrent la destruction de la Grande Armée.
Napoléon Ier, après l'échec russe, choisit de stationner de nombreuses nouvelles forces armées françaises en Saxe, choisissant ainsi le territoire saxon comme base opérationnelle et principal théâtre d'opérations de la campagne d'Allemagne contre les troupes russes, autrichiennes et prussiennes. La reconstruction de l'armée saxonne et l'approvisionnement des troupes françaises représentaient un fardeau financier immense pour la Saxe. Le 5 juin 1813, Frédéric-Auguste Ier convoqua une réunion des États du royaume pour discuter avec eux de l'obtention difficile des ressources demandées par l'empereur Napoléon. La Saxe se retrouva dans une situation économique désastreuse à la fin du printemps et pendant l'été 1813 en raison de l'approvisionnement et de l'équipement des troupes françaises et des troupes propres.
Frédéric-Auguste Ier resta fidèle à la cause de Napoléon : la bataille de Bautzen, la bataille de Dresde et la bataille de Leipzig furent les points culminants militaires des combats pour la Saxe et pour l'Allemagne. En conséquence, la population civile saxonne dans les zones contestées subirent de nombreuses perte. La Haute-Lusace occidentale fut particulièrement touchée (Bischofswerda fut incendiée et ravagée) et 44 villages furent brûlés, 260 villages pillés. Recknitz près de Dresde ainsi que les villages aux alentours de Leipzig furent dévastés durant la bataille en octobre 1813. Contrairement à la plupart des autres États de la Confédération du Rhin, Frédéric-Auguste Ier ne s'était pas rallié aux Alliés à l'automne 1813, bien que certaines parties de l'armée aient changé de camp dès le début de la campagne au début de 1813. Le roi Frédéric-Auguste Ier, en tant qu'allié de Napoléon, fut capturé par les Alliés après la bataille de Leipzig. Le gouvernement général de Saxe dut être ainsi administré par le prince Repnine-Volkonski du 21 octobre 1813 au 9 novembre 1814. Celui-ci organisa l'acquittement de contributions et de contingents militaires. La Saxe perdit 200 000 personnes à cause de la guerre, de la famine et des épidémies pendant la guerre et 150 localités furent détruites.
Après la chute de Napoléon, la Prusse se montra fermement déterminée à annexer complètement la Saxe. La Prusse et la Russie avaient convenu le 28 février 1813 dans le traité de Kalisz des revendications territoriales mutuelles en Europe en cas de victoire sur Napoléon. La Prusse devait être récompensée avec toute la Saxe et la Russie avec le duché de Varsovie. En tant que perdant de la guerre, le statut de la Saxe comme grande puissance européenne prit fin au congrès de Vienne en 1815. L'annexion complète de la Saxe par la Prusse fut évitée uniquement en raison de la résistance des diplomates autrichiens et anglais, qui craignaient une Prusse trop puissante. Au milieu de tout cela, agissait sans l'approbation officielle le diplomate saxon Friedrich Albrecht von der Schulenburg. Bien qu'il ait vigoureusement défendu la préservation totale de son État, sa position en tant que négociateur était mauvaise en tant que perdant de la guerre. En janvier 1815, le conflit saxo-polonais menaçait de dégénérer en une nouvelle guerre. De nouvelles alliances se formèrent temporairement ; la Russie et la Prusse se trouvaient face à l'Autriche, la France et la Grande-Bretagne. Cependant, les deux parties voulaient absolument éviter un nouveau conflit armé, aussi la Prusse et la Russie réduisirent-elles leurs exigences.
Le royaume de Saxe ne fut pas dissous, mais réduit de plus de la moitié, passant de 35 801,35 km2 à l'origine, à 20 841,86 km2 selon d'autres sources 20 230 km2 avec 767 441 habitants passant à la Prusse. Cela correspondait à une perte de territoire de 58,2 % et à une perte de population de 39,4 % par rapport à l'avant-guerre. Ainsi, le royaume de Saxe avait en 1815 une superficie de 14 959,49 km2 et une population de 1 178 802 habitants. Parmi les territoires à céder figuraient la Basse-Lusace avec Cottbus et la partie nord de la Haute-Lusace autour de Görlitz (qui fut en grande partie attribuée à la Silésie), le district électoral avec Gommern et Barby, le district de Thuringe et le district de Neustadt (de), Mansfeld, Querfurt, les anciens fiefs sécularisés de Naumburg-Zeitz et Merseburg ainsi que les parties nord du district de Meissen et en plus quelques offices du district de Leipzig. Le roi subit la perte d'un tiers de ses États, qui revinrent à la Prusse en donnant naissance à la Saxe prussienne (Lusace, Thuringe, partie de la Misnie, Mansfeld, Querfurt, etc.), l'Autriche refusant la présence de la Prusse à ses frontières nord-ouest. Le roi de Prusse, en effet, avait proposé au congrès de donner la Rhénanie au souverain saxon en échange de l'annexion de la Saxe. La France soutint l'Autriche et laissa la Prusse s'installer à sa frontière. Elle le paya chèrement en 1871.
Le 27 mai 1815, la Saxe rejoignit l'alliance contre Napoléon revenu de son exil sur l'île d'Elbe et s'engagea à fournir 8 000 hommes de troupes de ligne et 8 000 hommes de son armée de terre pour le combattre.
Pour la mise en œuvre pratique de la division territoriale, comme convenu dans l'article trois du traité de paix du 18 mai 1815 entre la Saxe et la Prusse, les deux parties nommèrent chacune une commission à cet effet. Le 1er juillet 1815, Karl August von Hardenberg, le général Friedrich Wilhelm Leopold von Gaudi, déjà actif en tant que gouverneur général en Saxe, et le conseiller d'État Johann Georg Friedrich von Friesen ont été nommés membres de la « Commission royale prussienne pour le règlement avec le royaume de Saxe » et envoyés à Dresde. En Saxe, la « Commission royale saxonne pour l'exécution et le règlement de la paix » a été créée. Il a fallu quatre ans au total avant que les actes de ratification de la « Convention principale » puissent être échangés en septembre 1819. La nouvelle délimitation des frontières interrompit de nombreuses connexions commerciales importantes.
C'est dans un royaume réduit que le roi Frédéric-Auguste Ier revint après une absence d'un an et demi et où il fut chaleureusement accueilli à Dresde le 7 juin 1815, dut faire face à d'importantes charges financières dues à la division, mais se rétablit économiquement rapidement. Après 1815, la Saxe ne joua plus de rôle politique majeur en Allemagne, le temps glorieux des électeurs saxons en tant que principale puissance protestante en Allemagne étaient révolus, tout comme l'union personnelle polono-saxonne.

### Troubles politiques des années 1830 et fin d'années
En 1827, le roi Frédéric-Auguste Ier mourut laissant comme son successeur Antoine Ier, souverain qui poursuivit la ligne antilibérale de son prédécesseur et ne réalisa que peu de réformes. Cependant, la population imputa moins cette évolution au monarque lui-même qu'à son ministre du cabinet, Detlev von Einsiedel. Einsiedel resta la figure politiquement dominante dans le royaume de Saxe. Les espoirs déçus de la population envers un changement de cap politique renforcèrent le mécontentement dans le pays. En juin 1830, avant même la révolution de Juillet en France, des premières émeutes éclatèrent à Leipzig. En cette période, la ville célébrait le 300e anniversaire de la confession d'Augsbourg, texte majeur du luthéranisme. Les habitants de Leipzig ressentirent cependant comme une provocation l'interdiction par les autorités locales de porter des uniformes étudiants, à cette époque, un symbole du libéralisme, lors des processions solennelles. Seule l'intervention d'un contingent de police permit d'étouffer la protestation.
À la suite des Trois Glorieuses en France, en septembre 1830, le protestation se répéta dans les rues de Leipzig. L'action vigoureuse de la police fit croître la résistance des artisans présents, des étudiants, des ouvriers manufacturiers et des apprentis contre le pouvoir de l'État et le magistrat, encore plus qu'en juin. Dans des pétitions remises au conseil municipal le 4 septembre 1830, les insurgés accusaient l'administration municipale de cruauté inutile et d'arbitraire. Ils exigeaient également une réforme de la police et l'abaissement des impôts. De Leipzig, la protestation se propagea dans la même semaine à la capitale, Dresde.
Le roi Antoine convoqua une commission de sécurité, dont son neveu Frédéric-Auguste, très apprécié de la population, prit la présidence. Le 13 septembre 1830, Einsiedel démissionna à la demande du roi. Bernhard von Lindenau, plus libéral, prit sa place en tant que ministre du cabinet. Le monarque céda également à la pression publique en faveur d'un règne conjoint de Frédéric-Auguste et de l'octroi d'une constitution. Cette dernière devait finalement entrer en vigueur en septembre 1831.
Cette constitution n'ayant pas été suffisamment respectée, une nouvelle insurrection éclata en 1848 et apporta de nouvelles concessions.
La Saxe, par la richesse de ses mines, disposait dès la première moitié du XIXe siècle d’une industrie florissante. La première ligne de chemin de fer d'Allemagne reliait Leipzig à Dresde (1839). Même s'il fallut acheter deux locomotives aux Britanniques pour inaugurer la ligne, le royaume fabriqua d'emblée son propre matériel roulant aux Ateliers ferroviaires d'Übigau créés par le Pr Schubert en 1836. En outre, la Saxe bénéficia des premières écoles d'ingénieurs d'Allemagne, avec l’École des mines de Freiberg (1765) et le Technische Bildungsanstalt zu Dresden (1828).
Ayant pris parti pour l'empereur d'Autriche lors de la guerre austro-prussienne, le royaume de Saxe, vaincu, dut adhérer à la confédération de l'Allemagne du Nord le 21 octobre 1866, et fut intégrée dans l'Empire allemand en 1871.
Comme partout ailleurs en Allemagne, la royauté fut renversée en 1918, la révolution de novembre mit fin à la monarchie, et le 10 novembre, Hermann Fleißner (de) proclama la création de l'État libre de Saxe au Cirque Sarrasani. Le 13 novembre, le roi Frédéric-Auguste III abdiqua au château de Guteborn, près de Ruhland. La Saxe demeura ensuite un État libre de la république de Weimar et entama, comme celui-ci, une réforme constitutionnelle globale sous la direction du Premier ministre Richard Lipinski. La forme républicaine de l'État saxon fut établie par la loi fondamentale provisoire de février 1919 et définitivement par la constitution de l'État libre de Saxe du 1er novembre 1920.

### Événements importants
Comme événements importants dans l'histoire du royaume, on considère :

#### Sur le plan de la politique étrangère
Le royaume perdit en souveraineté après l'obligation prussienne d'adhérer à la confédération d'Allemagne du Nord en 1866 à la suite de la défaite de l'Autriche lors de la guerre austro-prussienne . À l'origine, la Prusse avait pour intention d'annexer complètement le royaume de Saxe, mais grâce à l'habileté diplomatique du général Alfred von Fabrice et à l'intercession de l'empereur d'Autriche François-Joseph Ier, cela put être évité. Fabrice parvint à gagner suffisamment de confiance pour que même un propre corps d'armée saxon avec ses propres insignes, installations, uniformes et armement soit maintenu et intégré à l'armée de la confédération d'Allemagne du Nord. La résolution de ces aspects était la condition préalable au maintien du royaume de Saxe. En 1870, le royaume participa à la guerre franco-prussienne et en 1871, le pays intégra le nouvellement fondé Empire allemand. Comme il y avait eu des tensions lors des pourparlers de cessez-le-feu en France, le chancelier impérial Otto von Bismarck chargea le ministre de la Guerre saxon Alfred von Fabrice de mener les négociations. Il fut nommé gouverneur général pour la France occupée et réussit à régler avec succès toutes les questions importantes pour la préparation de la paix.

#### Sur le plan intérieure
La transition de la Saxe vers un État constitutionnel de droit moderne s'effectua avec l'adoption de la première Constitution saxonne en 1831, l'entrée en vigueur du Code civil saxon en 1865 et la séparation cohérente du pouvoir judiciaire et administratif en 1873. Toutefois, elle fut accompagnée de tensions politiques (les troubles d'automne de 1830, le soulèvement de mai 1849, l'essor de la social-démocratie marxiste après 1870) et de développements contraires (période réactionnaire de 1849 à 1854, État fédéré de la confédération d'Allemagne du Nord à partir de 1868 et de l'Empire allemand à partir de 1871).

#### Sur le plan économique
L'ascension de la Saxe en tant que principale puissance industrielle et commerciale en Europe centrale se manifesta par les succès de ses exportations et la domination économique de l'industrie saxonne dans le Zollverein depuis 1834, la construction rapide d'un réseau ferroviaire longue distance performant à partir de 1837, la préservation de la foire commercial de Leipzig face à Francfort et la montée en puissance de Leipzig en tant que centre commercial mondial après l'introduction de la foire modèle en 1895, accompagnée cependant du déclin de l'artisanat traditionnel et de l'extension de la pauvreté de masse (« paupérisme »), ainsi que de revers spectaculaires (comme l'effondrement de la banque de Leipzig en 1901).

## Divisions administratives
Le royaume de Saxe a longtemps été divisé en cinq districts (en allemand : Kreis) :
- Misnie, chef-lieu : Dresde ;
- Leipzig, chef-lieu : Leipzig ;
- Monts Métallifères, chef-lieu : Freyberg ;
- Voigtland, chef-lieu : Plauen ;
- Lusace, chef-lieu : Bautzen.

En 1806, le royaume de Saxe était divisé en sept arrondissements, subdivisés en bailliages (en allemand : Ämter) :
- L'arrondissement électoral (en allemand : Kurkreis), comprenait les onze bailliages de Wittemberg (en allemand : Amt Wittenberg), Schweinitz (en allemand : Amt Schweinitz), Seyda (en allemand : Amt Seyda), Annaburg (en allemand : Amt Annaburg), Pretzsch (en allemand : Amt Pretzsch), Gräfenhainichen (en allemand : Amt Gräfenhainichen), Schlieben (en allemand : Amt Schlieben), Liebenwerda (en allemand : Amt Liebenwerda), Bitterfeld (en allemand : Amt Bitterfeld), Belzig (en allemand : Amt Belzig), Gommern (en allemand : Amt Gommern)
- L'arrondissement de Thuringe (en allemand : Thüringer Kreis), comprenait les bailliages suivants :
  - Les deux bailliages de Tennstedt (en allemand : Kreisamt Tennstedt) et Pforta (en allemand : Schulamt Pforta)
  - Un bailliage de l'ancien duché de Saxe-Zeitz (en allemand : Herzogtum Sachsen-Zeitz) : Tautenburg (en allemand : Amt Tautenburg)
  - Le bailliage de Treffurt (en allemand : Amt Treffurt), en main commune (en allemand : Ganerbschaft) avec l'électorat de Mayence (en allemand : Kurmainz) et la Hesse-Kassel (en allemand : Hessen-Kassel)
  - Sept bailliages de l'ancien duché de Saxe-Weissenfels (en allemand : Herzogtum Sachsen-Weißenfels) : Weißenfels (en allemand : Amt Weißenfels), Langensalza (en allemand : Amt Langensalza), Freyburg (en allemand : Amt Freyburg), Sachsenburg (en allemand : Amt Sachsenburg), Sangerhausen (en allemand : Amt Sangerhausen), Eckartsberga (en allemand : Amt Eckartsberga) et Weißensee (en allemand : Amt Weißensee)
  - Six bailliages de la principauté de Saxe-Querfurt (en allemand : Fürstentum Sachsen-Querfurt) : Wendelstein (en allemand : Amt Wendelstein), Sittichenbach (en allemand : Amt Sittichenbach), Querfurt (en allemand : Amt Querfurt), Heldrungen (en allemand : Amt Heldrungen), Dahme (en allemand : Amt Dahme) et Jüterbog (en allemand : Amt Jüterbog)
- L'arrondissement de Meißen ou, en ancien français, de Misnie (en allemand : Meißnischer Kreis)
- L'arrondissement de Leipzig ou, en ancien français, de Leipsick (en allemand : Leipziger Kreis)
- L'arrondissement des monts Métallifères (en allemand : Erzgebirgischer Kreis)
- L'arrondissement de Vogtland (en allemand : Vogtländischer Kreis)
- L'arrondissement de Neustadt (en allemand : Neustädter Kreis)

En 1835, il a été réduit à quatre arrondissements, désignés par les noms de leurs chefs-lieux : Dresde, Leipzig, Zwickau, et Bautzen.

## Souverains
- Frédéric-Auguste Ier le Juste : 6 août 1806 -5 mai 1827
- Antoine Ier : 5 mai 1827-6 juin 1836, son frère
- Frédéric-Auguste II : 6 juin 1836-9 août 1854, son neveu
- Jean Ier : 9 août 1854-29 octobre 1873, son frère
- Albert Ier : 29 octobre 1873-19 juin 1902, son fils
- Georges Ier : 19 juin 1902-15 octobre 1904, son frère
- Frédéric Auguste III : 15 octobre 1904-13 novembre 1918, son fils

## Prétendants au trône
- Frédéric Auguste III : 13 novembre 1918-18 février 1932
- Frédéric-Christian de Saxe : 18 février 1932-9 août 1968, son fils
- Emmanuel de Saxe : 9 août 1968-23 juillet 2012, son fils

### Lignée d'Alexandre de Saxe-Gessaphe, héritier testamentaire d'Emmanuel de Saxe
- Alexandre de Saxe-Gessaphe : Depuis le 23 juillet 2012

### Lignée d'Albert-Joseph de Saxe, héritier agnatique d'Emmanuel de Saxe
- Albert-Joseph de Saxe : 23 juillet 2012-6 octobre 2012
- Ruediger de Saxe : 6 octobre 2012-29 mars 2022
- Daniel de Saxe : Depuis le 29 mars 2022

## Ministres-présidents
Liste des ministres-présidents (en allemand : Vorsitzende des Gesamtministeriums)
| Nom                                           | Fin               | Début             |
| --------------------------------------------- | ----------------- | ----------------- |
| Bernhard August von Lindenau                  | 1er décembre 1831 | Septembre 1843    |
| Julius Traugott Jakob von Könneritz (de)      | Septembre 1843    | 13 mars 1848      |
| Alexander Karl Hermann Braun                  | 16 mars 1848      | 24 février 1849   |
| Gustav Friedrich Held                         | 24 février 1849   | 2 mai 1849        |
| Ferdinand von Zschinsky                       | 2 mai 1849        | 28 octobre 1858   |
| Friedrich Ferdinand von Beust                 | 28 octobre 1858   | 15 août 1866      |
| Johann Paul von Falkenstein (de)              | Octobre 1866      | 1er octobre 1871  |
| Richard Freiherr von Friesen (de)             | 1er octobre 1871  | 1er novembre 1876 |
| Georg Friedrich Alfred Graf von Fabrice (de)  | 1er novembre 1876 | 25 mars 1891      |
| Karl Friedrich Wilhelm von Gerber (de)        | 25 mars 1891      | 23 décembre 1891  |
| Julius Hans von Thümmel (de)                  | Décembre 1891     | 12 février 1895   |
| Heinrich Rudolf Schurig (de)                  | 12 février 1895   | 15 juin 1901      |
| Karl Georg Levin von Metzsch-Reichenbach (de) | 15 juin 1901      | 30 avril 1906     |
| Konrad Wilhelm von Rüger (de)                 | 30 avril 1906     | 1er décembre 1910 |
| Victor Alexander von Otto (de)                | 1er décembre 1910 | 21 mai 1912       |
| Max Clemens Lothar Freiherr von Hausen        | 26 juillet 1912   | 21 mai 1914       |
| Heinrich Gustav Beck (de)                     | 21 mai 1914       | 26 octobre 1918   |
| Rudolf Heinze                                 | 26 octobre 1918   | 13 novembre 1918  |

## Les châteaux de la maison royale de Saxe (branche albertine)

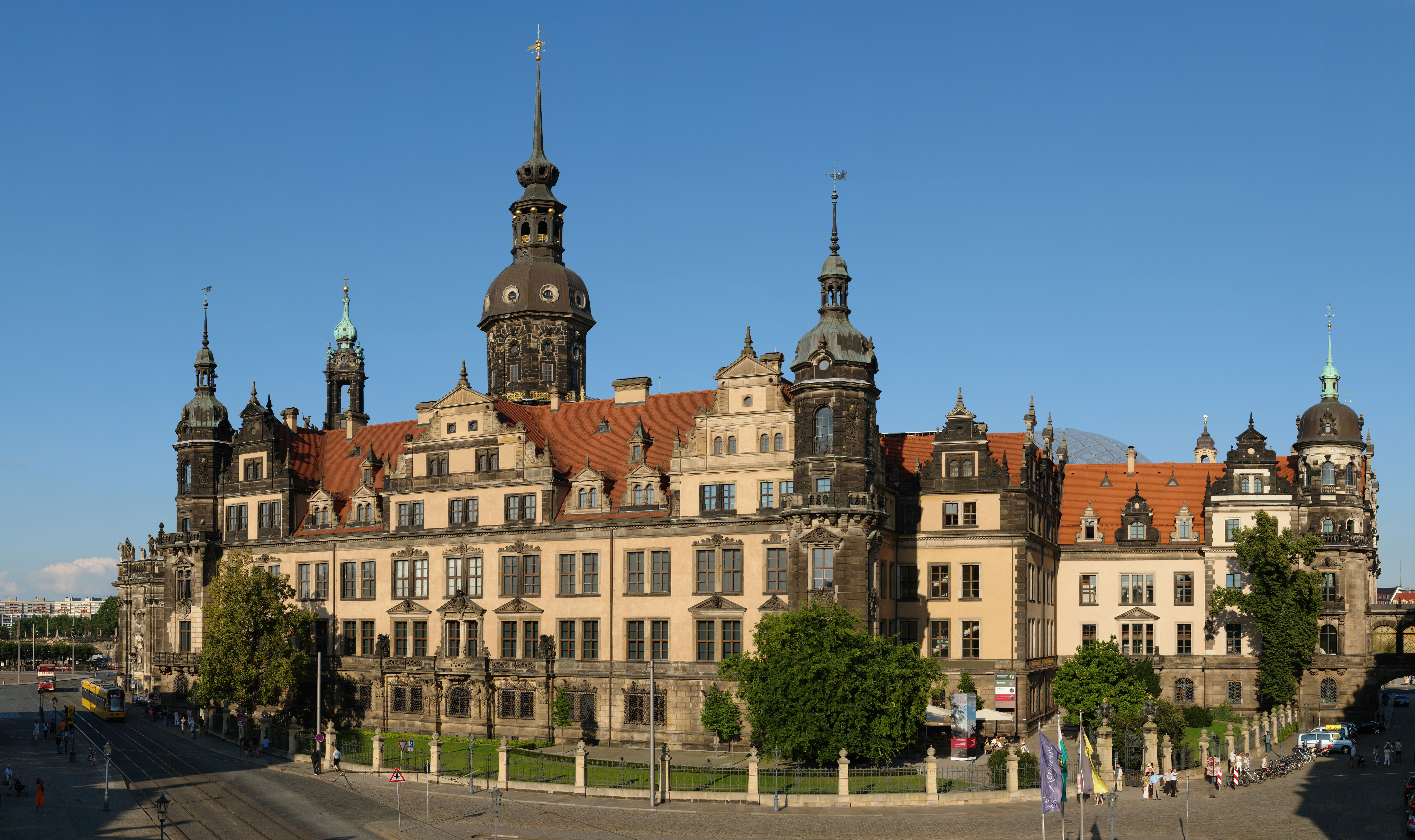
Château de la Résidence de Dresde.
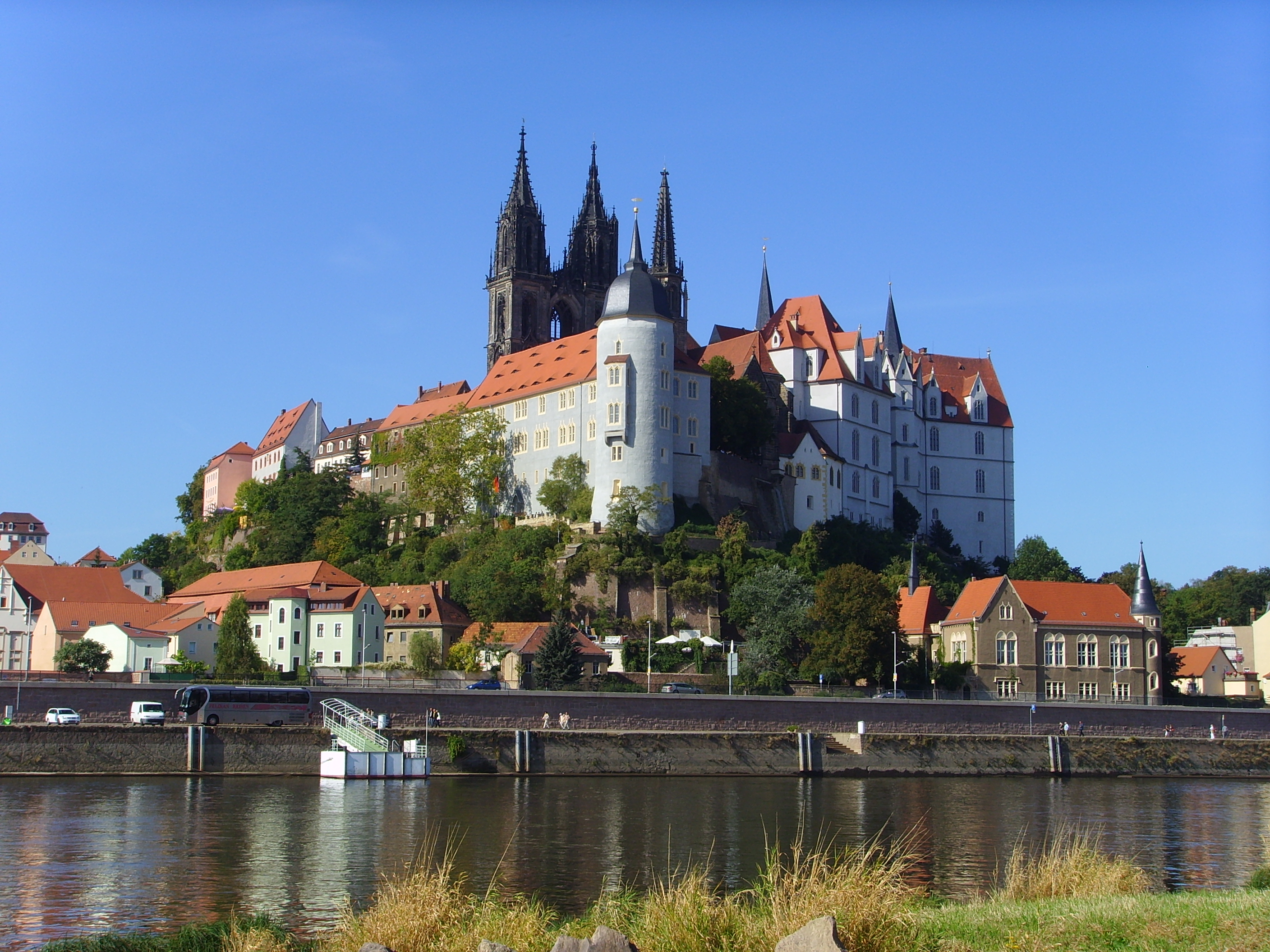
Albrechtsburg et la cathédrale de Meissen.
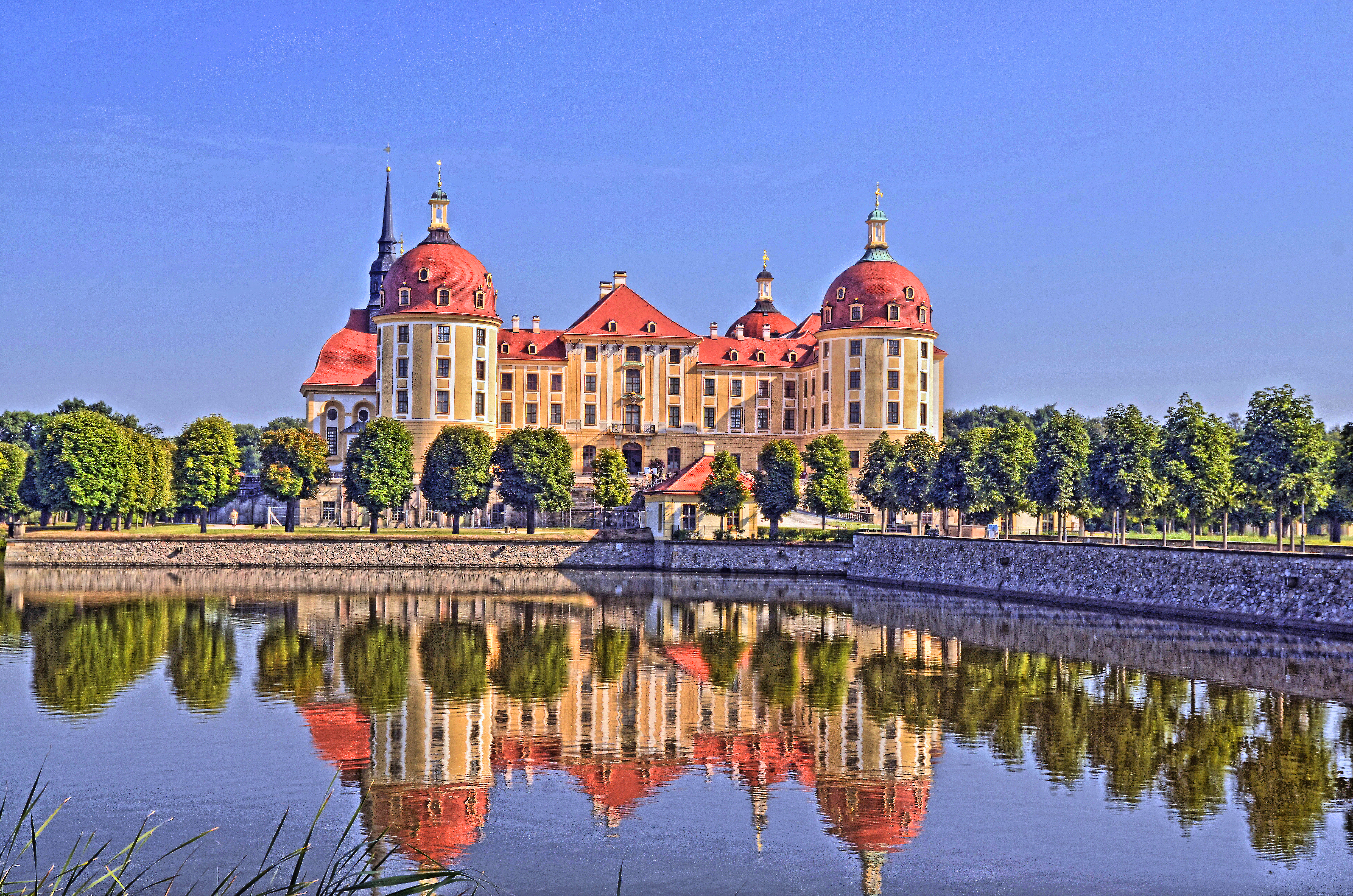
Château de Moritzburg.
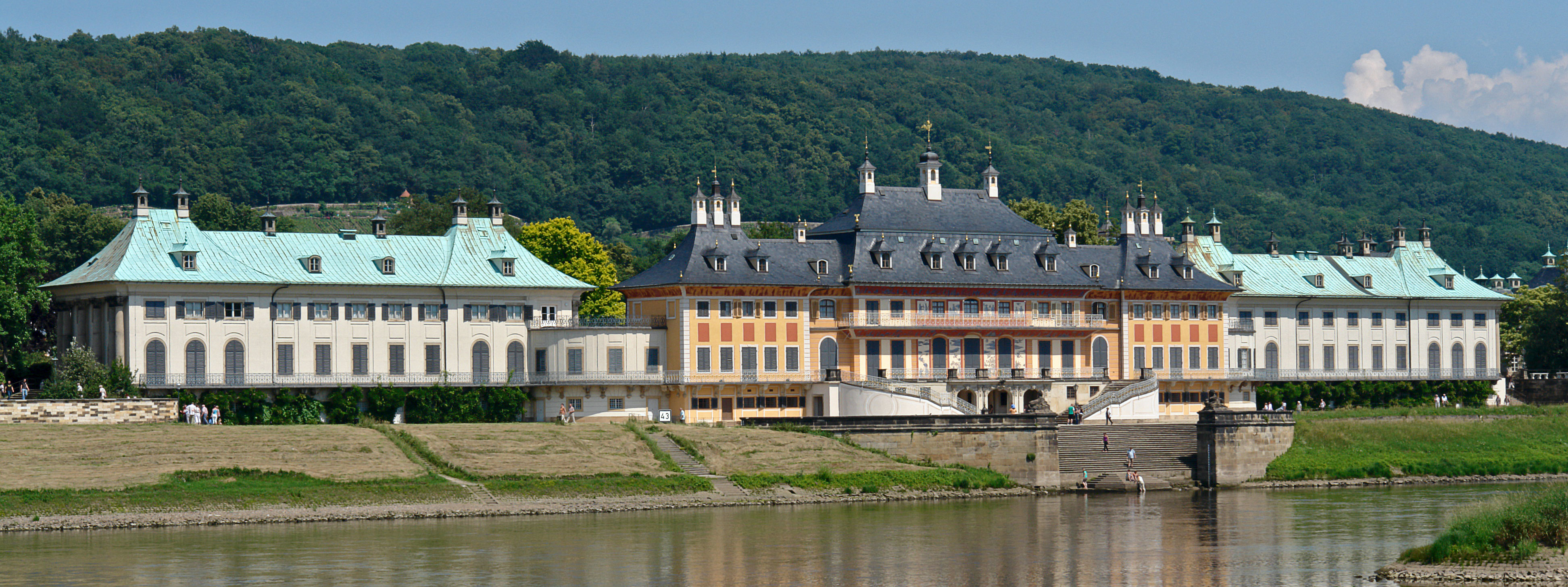
Château de Pillnitz.
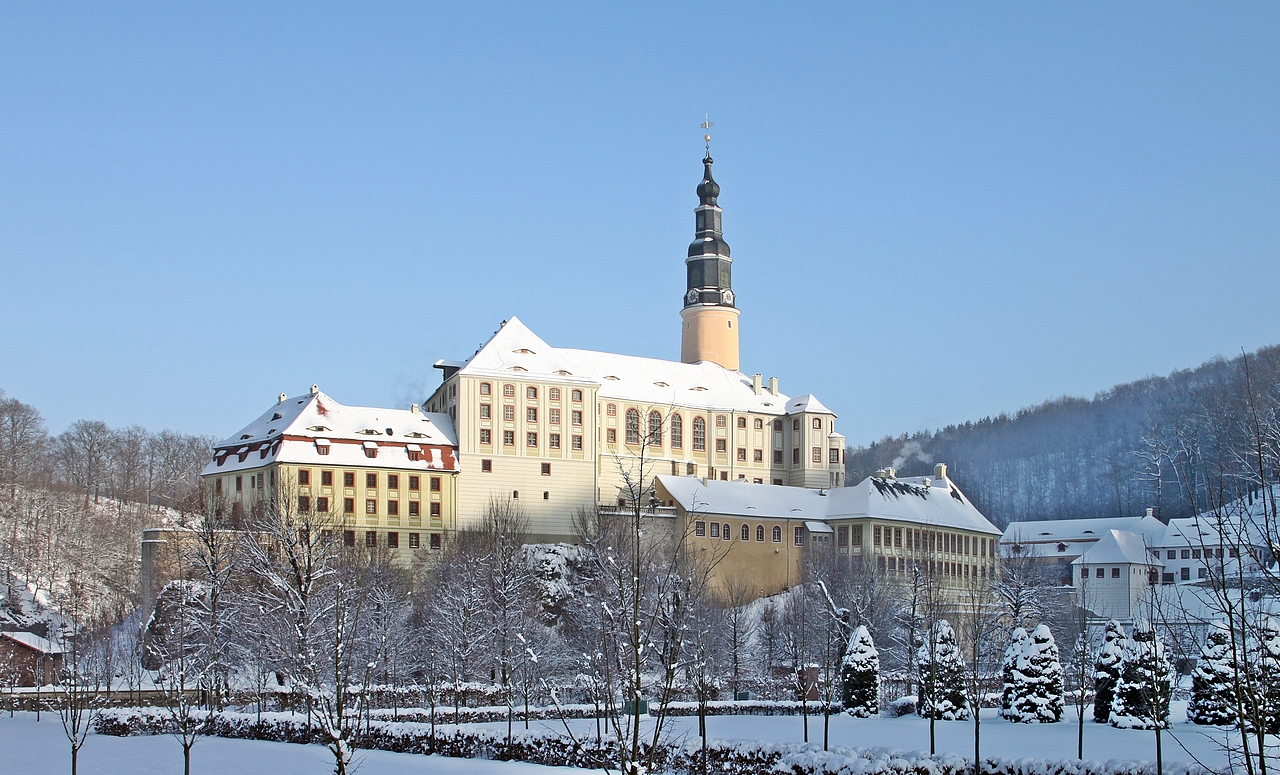
Château de Weesenstein à Müglitztal.
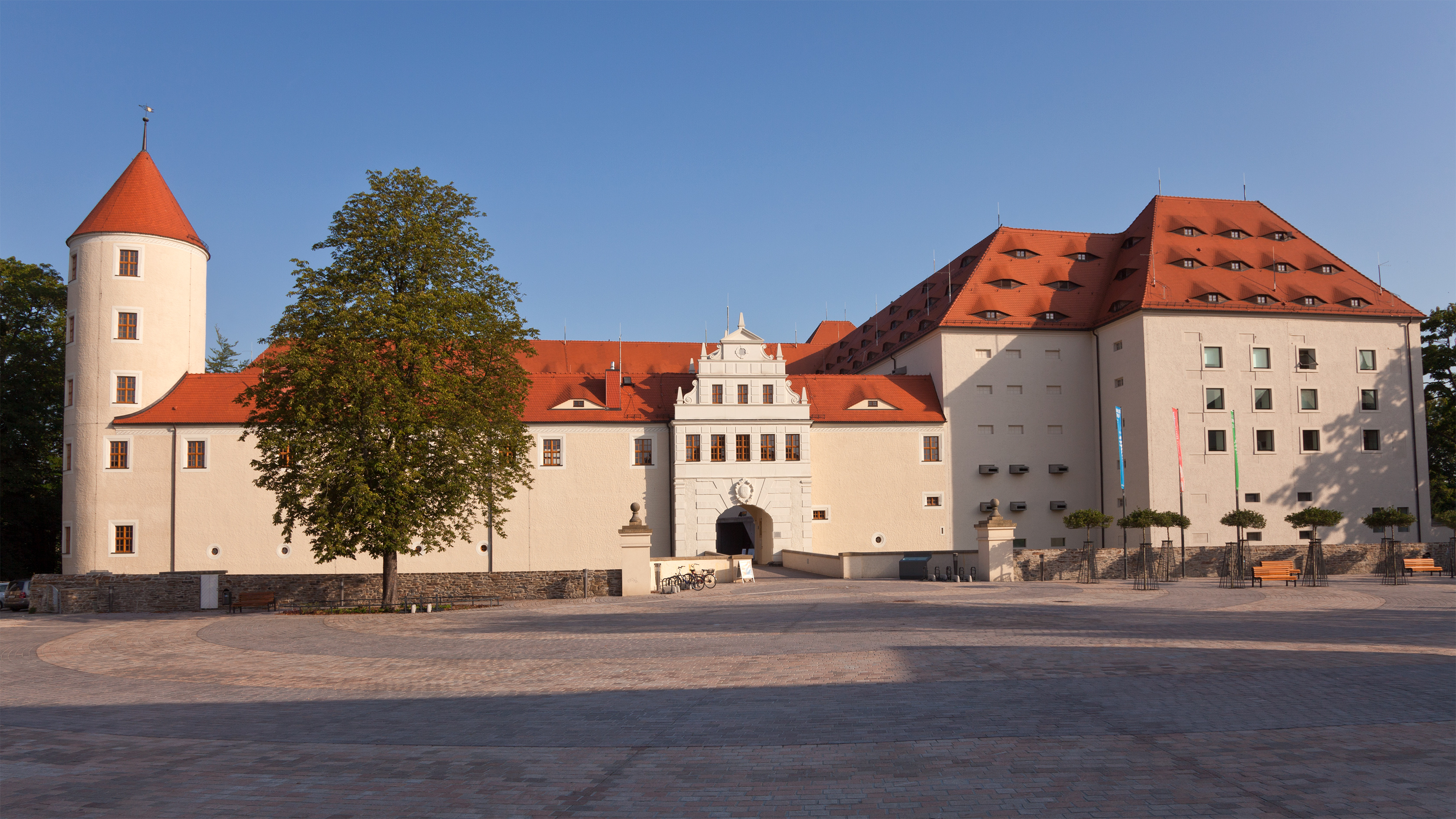
Château de Freudenstein à Freiberg.
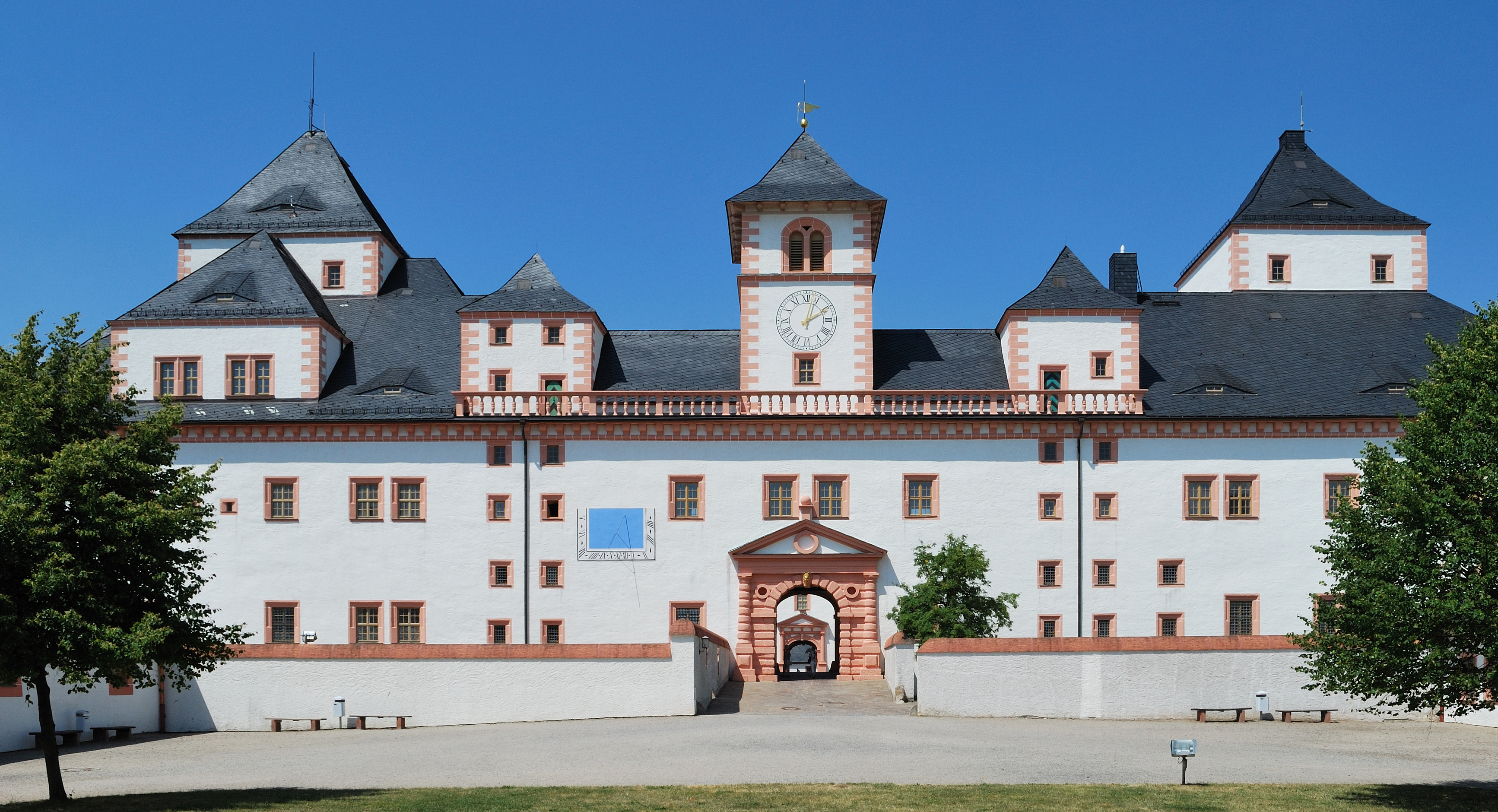
Château d'Augustusburg.
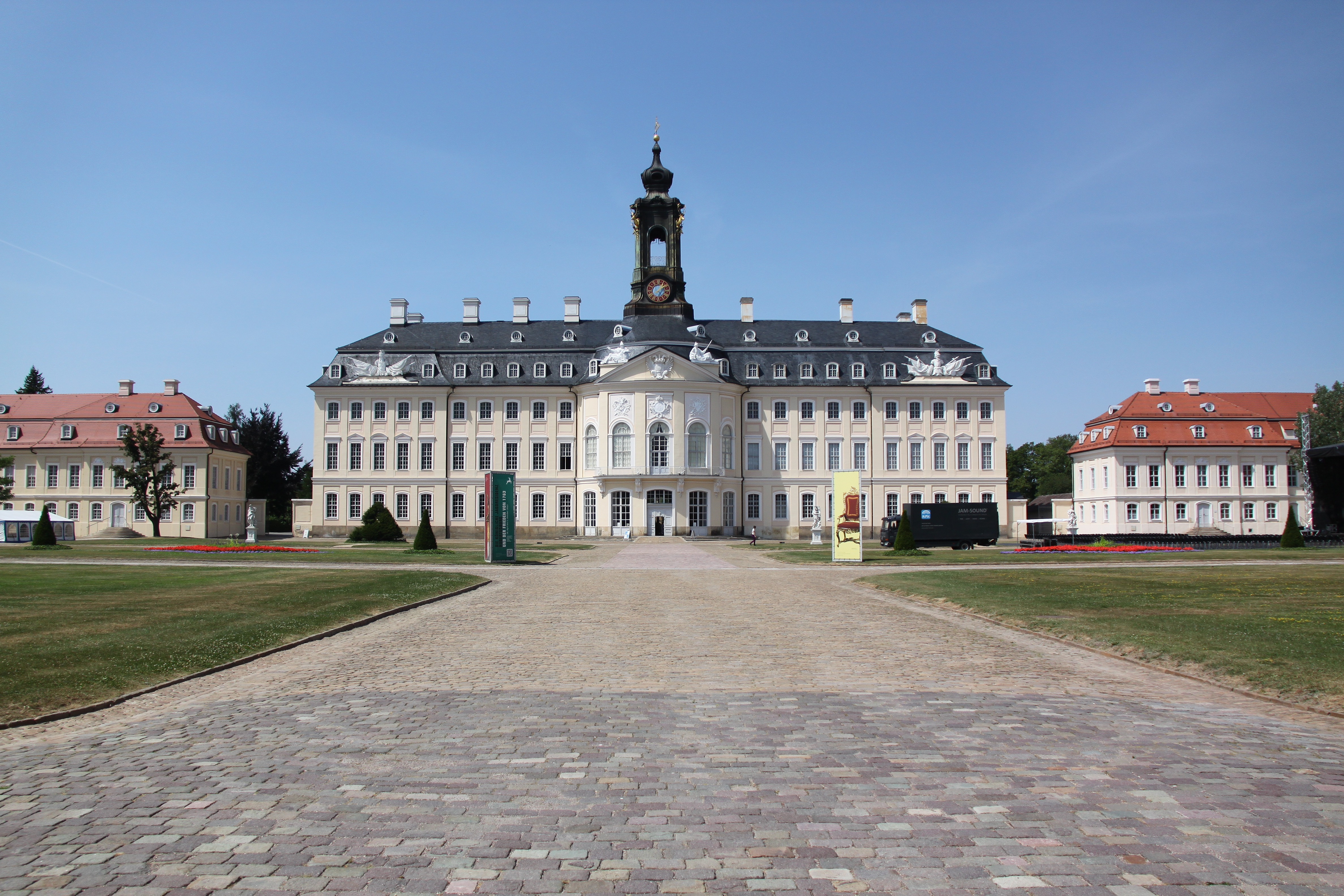
Château d'Hubertsbourg.
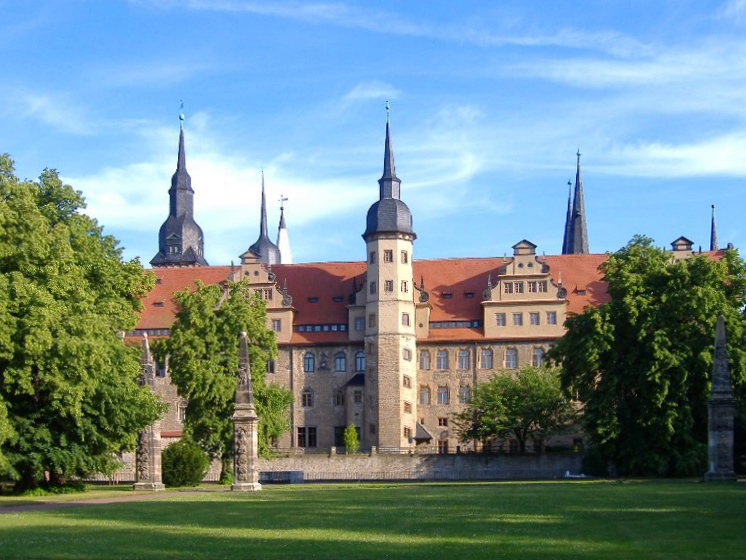
Château de Mersebourg.
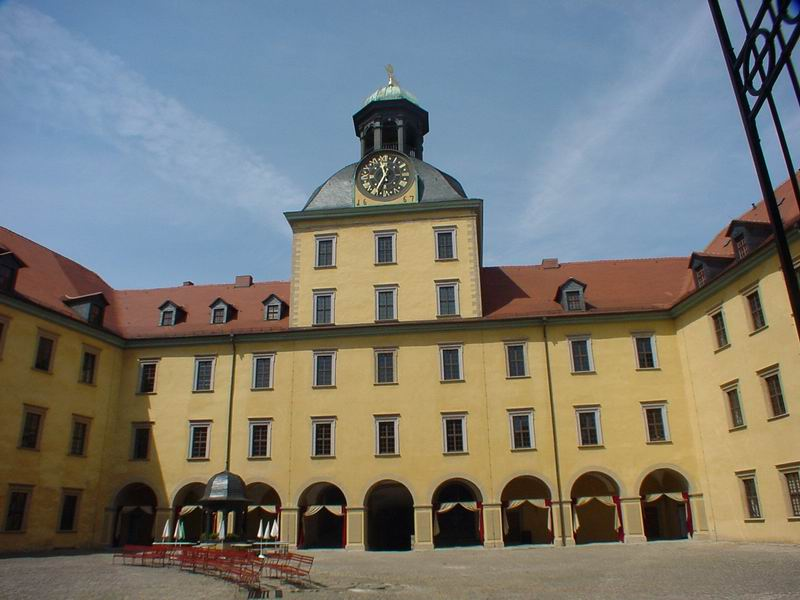
Château de Moritzburg à Zeitz.
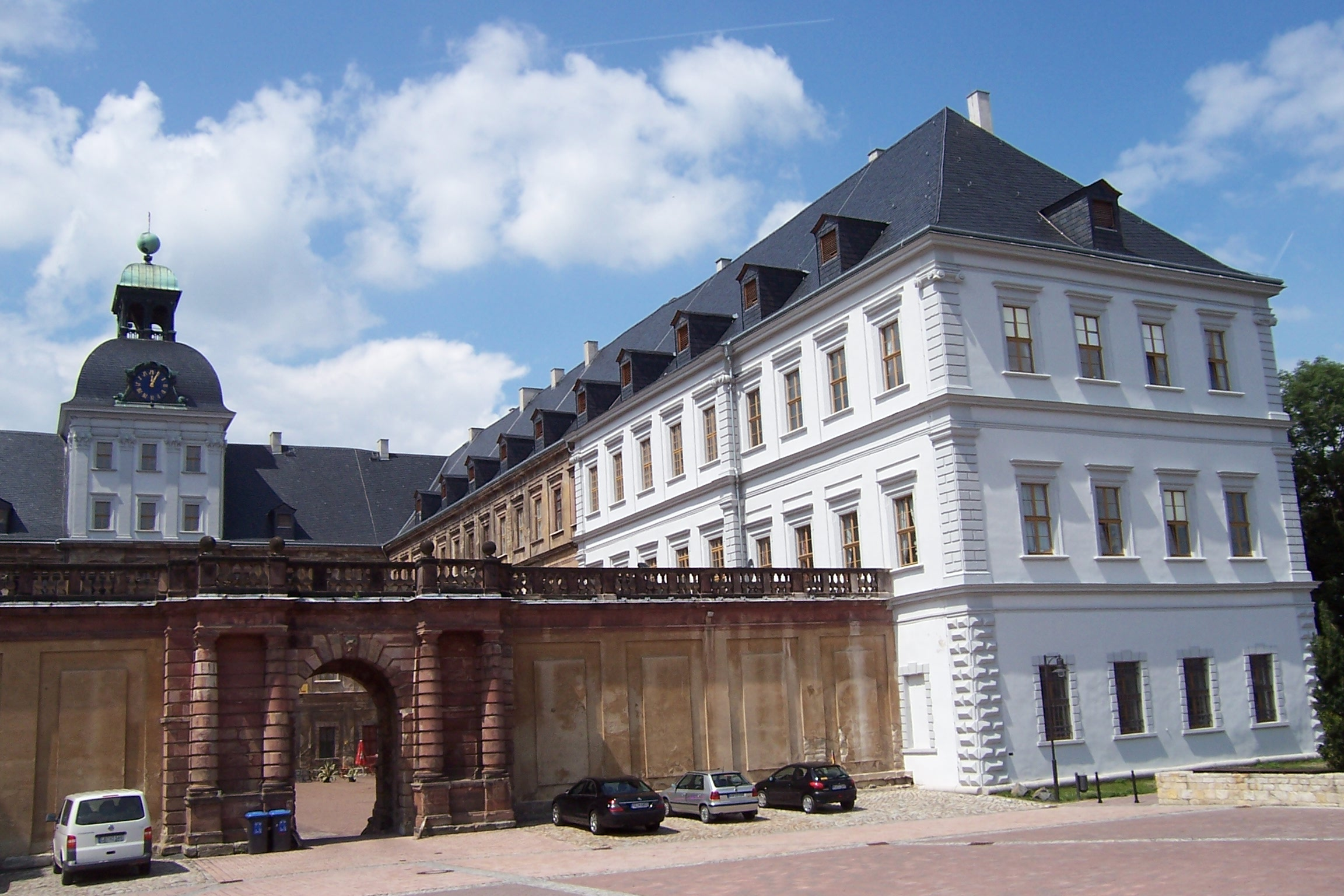
Château de la Novelle Augustusburg à Weißenfels.
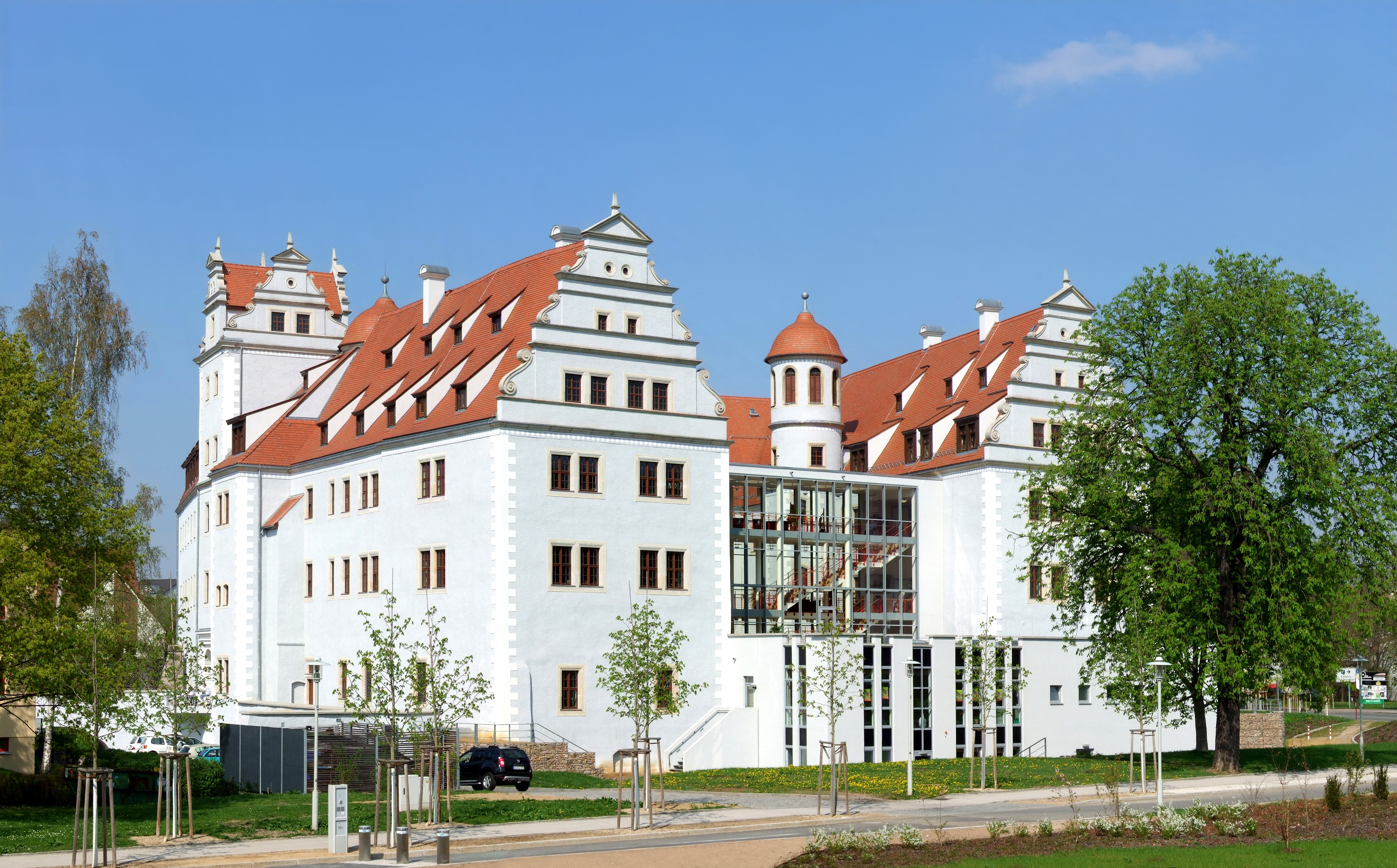
Château d'Osterstein à Zwickau.